# Van Morrison The Concert
Van Morrison The Concert es el segundo video del músico norirlandés Van Morrison, publicado en 1990.
Grabado en Nueva York en noviembre de 1989, el concierto incluye la colaboración de dos invitados especiales, Mose Allison y John Lee Hooker, quienes interpretaron sus propias canciones. El video incluye principalmente los últimos trabajos de Morrison, procedentes de los álbumes Avalon Sunset e Irish Heartbeat. El concierto también incluye al cantante de jazz Georgie Fame en el órgano Hammond.

## Lista de canciones
Todas las canciones compuestas por Van Morrison excepto donde se anota.
1. "I Will Be There" - 2:17
2. "Whenever God Shines His Light" - 5:27
3. "Cleaning Windows" - 3:27
4. "Orangefield" - 2:56
5. "When Will I Ever Learn to Live in God" - 4:18
6. "Benediction" (Allison) - 3:00
7. "Raglan Road" (tradicional) Arr. (Morrison/Moloney) - 3:44
8. "Carrickfergus" (tradicional) Arr. (Morrison/Moloney) - 3:23
9. "Summertime in England/Common One" - 13:25
10. "Caravan" - 7:31
11. "Moondance/Fever" (Morrison), (Davenport/Cooley) - 12:15
12. "Star of the County Down" (tradicional) Arr. (Morrison/Moloney) - 2:14
13. "In the Garden" - 7:33
14. "Have I Told You Lately" - 3:29
15. "Gloria/Smokestack Lightnin'" (Morrison), (Burnett) - 4:28
16. "Serve Me Right to Suffer/T.B. Sheets" (Hooker), (Morrison) - 5:22
17. "Boom Boom" (Hooker) - 3:52
18. "She Moved Through the Fair" (tradicional) Arr. (Morrison/Moloney) - 4:57

## Personal
- Van Morrison: voz, guitarra y armónica.
- Georgie Fame: órgano y coros.
- Bernie Holland: guitarra eléctrica y acústica.
- Brian Odgers: bajo y coros.
- Neil Drinkwater: teclados y acordeón.
- Dave Early: batería.
- Richie Buckley: saxofón soprano y tenor.
- Steve Gregory: saxofón tenor, barítono y flauta.

Invitados especiales
- Mose Allison: voz y teclados en "Benediction".
- John Lee Hooker: voz y guitarra en "Serve Me Right to Suffer" y "Boom Boom".